# مالك إسحاق
مالك إسحاق (بالأردية:  ملک اسحاق )، (1959 – 29 يوليو 2015) هو إسلامي باكستاني، وزعيم منظمة لشكر جهنكوي وأحد مؤسسيها، وعضو سابق في منظمة سباه صحابة الباكستانية المناهضة للشيعة.
شارك مالك إسحاق في تأسيس جماعة لشكر جهنكوي في عام 1996، وكان أميرها الأول رياض بصرة، وبعد مقتل رياض سنة 2002 خلفه مالك إسحاق، وتحت قيادته أعلنت الجماعة مسؤوليتها عن العديد من الهجمات التي استهدفت الشيعة في باكستان والطائفة البريلوية، وكذلك التفجيرات التي أسفرت عن مقتل أكثر من 200 من الشيعة الهزارة في كويته عام 2013، الهجوم على فريق الكريكيت السريلانكي في لاهور في عام 2009، وتفجيرات عاشوراء في أفغانستان عام 2011. 
قُتل مالك إسحاق مع نجليه ونائبه غلام رسول شاه في مواجهة مع الشرطة الباكستانية في 29 يوليو 2015، وبعد شهر من مقتله اغتيل وزير الداخلية في البنجاب شجاع خانزادا في أتوك كانتقام لمقتل مالك.

## وصلات خارجية
- "A Profile of Lashkar-i-Jhangvi Leader Malik Ishaq | Combating Terrorism Center at West Point". Ctc.usma.edu. مؤرشف من الأصل في 2017-07-08. اطلع عليه بتاريخ 2013-07-28.
- Bill Roggio (22 فبراير 2013). "Pakistan arrests Lashkar-e-Jhangvi leader Malik Ishaq". The Long War Journal. مؤرشف من الأصل في 2017-07-19. اطلع عليه بتاريخ 2013-07-28.
- "In Pakistan, a militant deal sours". Beta.dawn.com. 28 أكتوبر 2011. مؤرشف من الأصل في 2019-12-12. اطلع عليه بتاريخ 2013-07-28.
- Siddiqui، Taha. "Intelligence agencies asked to monitor Malik Ishaq". Tribune.com.pk. مؤرشف من الأصل في 2016-11-05. اطلع عليه بتاريخ 2013-07-28.
- "The release of Malik Ishaq". Tribune.com.pk. مؤرشف من الأصل في 2016-11-15. اطلع عليه بتاريخ 2013-07-28.
- "Pakistan's 'strategic' backwaters". Tribune.com.pk. مؤرشف من الأصل في 2016-03-04. اطلع عليه بتاريخ 2013-02-20.